# Municipio de Fines Creek
El municipio de Fines Creek (en inglés: Fines Creek Township) es un municipio ubicado en el  condado de Haywood en el estado estadounidense de Carolina del Norte. En el año 2010 tenía una población de 1.266 habitantes.

## Geografía
El municipio de Fines Creek se encuentra ubicado en las coordenadas 35°40′53.37″N 82°57′35.51″O / 35.6814917, -82.9598639.